# Perrottetia alpestris subsp. philippinensis
Perrottetia alpestris subsp. philippinensis é uma subespécie de Perrottetia alpestris. É uma planta da família Dipentodontaceae, às vezes classificada na família Celastraceae.

## Distribuição e habitat
Perrottetia alpestris subsp. A philippinensis cresce naturalmente em Bornéu, nas Filipinas e nas Celebes. O seu habitat localiza-se em florestas montanhosas e montanhas a 2 700 metros (9 000 pé) de altitude.